# Луций Гостилий Тубул
Лу́ций Гости́лий Тубу́л (лат. Lucius Hostilius Tubulus; умер после 141 года до н. э.) — римский политический деятель из плебейского рода Гостилиев, претор 142 года до н. э.

## Биография
Луций Гостилий принадлежал к незнатному плебейскому роду. Предположительно он был внуком Гая Гостилия Тубула, претора 209 года до н. э., и сыном Гая Гостилия, который упоминается в источниках как один из послов в Египет в 168 году до н. э.
Луций занимал должность претора в 142 году до н. э. и председательствовал в суде по делам об убийствах. Годом позже народный трибун Публий Муций Сцевола потребовал расследования его деятельности, обвинив во взяточничестве. Такое расследование началось под руководством консула Гнея Сервилия Цепиона, и Тубул, понимая неизбежность своего осуждения, удалился в добровольное изгнание. После этого он не упоминается в источниках.